# Затишнянский сельский совет
Затишнянский сельский совет (укр. Затишнянська сільська рада) — входит в состав
Криничанского района
Днепропетровской области
Украины.
Административный центр сельского совета находится в 
с. Затишное.

## Населённые пункты совета
- с. Затишное
- пос. Гранитное
- с. Луговое